# Bujalance FS Calderería Manzano
El Maderas M. Pérez Bujalance es un equipo español de fútbol sala de Bujalance, Provincia de Córdoba. Posteriormente en 2008 paso a denominarse "Caldedería Manzano Bujalance" Fútbol Sala hasta la actualidad en ese mismo año hubo también un cambio de presidente. Fue fundado en 1995. Actualmente juega en la 2ª División B Grupo 5 (Antigua PRIMERA "A") LNFS.

## Plantilla 2022/2023
|    | Nac.   | Nombre                  | Sobrenombre     | Ruolo      |
| -- | ------ | ----------------------- | --------------- | ---------- |
| 26 | España | Antonio Castro López    | NONO            | Portero    |
| 32 | España | Jesús Muñoz             | JESÚS           | Portero    |
| 9  | España | Manuel Martínez Leal    | Manu Leal       | Ala        |
| 29 | España | David Martínez Leal     | David Leal      | Ala        |
| 14 | España | Antonio Pérez Artero    | A.Catiti        | Cierre     |
| 8  | España | Pedro Pérez Artero      | Pedro Catiti    | Ala/Pivot  |
| 19 | España | Rafael De las Heras     | Rafalete        | Ala/Pívot  |
| 2  | España | Isidoro Garrido Luque   | Isi             | Cierre     |
| 22 | España | Carlos Borrallo López   | Carlos Borrallo | Ala/Cierre |
| 10 | España | David Sanchez Tienda    | Boyos           | Ala        |
| 21 | Spain  | Adrian Luna             | Adri Luna       | Ala        |
| 18 | Spain  | Cristóbal Gracia Méndez | Cristóbal       | Pivot      |
| 7  | Spain  | Jesús Medina Relaño     | Jesús Medina    | Cierre     |
| 13 | España | Jesús Flores            | Jesús Flores    | Cierre     |

Entrenador:  Fermín Hidalgo de la Chica.

## Palmarés
- Primera Provincial 2001/2002
- Primera Nacional "B" 2002/2003
- Primera Nacional "A" 2003/2004
- Copa de Andalucía 2006/2007
- Play-off de Ascenso a Honor 2008/2009
- Campeonato de Tercera División 2019/2020